# Notothylas valvata
Notothylas valvata là một loài rêu trong họ Notothyladaceae. Loài này được Sull. mô tả khoa học đầu tiên năm 1845.
Danh pháp khoa học của loài này chưa được làm sáng tỏ. 